# Ermita de Santa Ana (La Jana)
El ermita de Santa Ana, de La Jana, es un edificio religioso católico, que se localiza en mismo núcleo poblacional de la comarca del Bajo Maestrazgo, Castellón (España). Está catalogada como Bien de relevancia local, con la categoría de Monumento de interés local, y código: 12.03.070-004; de manera genérica y según la Disposición Adicional Quinta de la Ley 5/2007, de 9 de febrero, de la Generalitat, de modificación de la Ley 4/1998, de 11 de junio, del Patrimonio Cultural Valenciano (DOCV Núm. 5.449 / 13/02/2007).

## Historia
En un primer momento, lo que hoy es una ermita fue la antigua capilla del Convento de la Virgen de la Soledad. No se conoce con exactitud la fecha del inicio de la capilla, pero atendiendo a la fecha que está labrada en una de claves de su interior, se puede decir que fue finalizada su construcción en 1627. El edificio sufrió intervenciones a lo largo de la historia, pudiendo destacar el cambio del piso que se realizó en el año 1994, que permitió descubrir en el subsuelo la existencia de una fosa con diversos enterramientos. En el año 1998 se procedió a una restauración de la ermita que intentaba recuperar el estado original lo cual ha permitido que haya llegado a nuestros días en una adecuado estado de conservación.

## Descripción
Pese a estar en el núcleo poblacional, está ligeramente apartada del centro, en una zona ajardinada.
Se trata de un edificio exento, de planta es de nave única, con dos crujías y cubierta interior  en bóveda de crucería apoyada en arcos que se sustentan en contrafuertes laterales exteriores. La cubierta exterior es a base de teja roja y a dos vertientes. El presbiterio ocupa la parte más amplia de la planta.
Los materiales empleados en su construcción son mampostería y sillares. La fachada presenta  portada en arco de medio punto con dovelas y  acaba en un hastial de ladrillo, que se utiliza como espadaña (de una sola campaña llamada “Tiplet” y de reducidas dimensiones), que no es originario y que fue restaurado en el año 1988.
Como curiosidad constructiva hay que mencionar el muro que cierra la cabecera, ya que sobresale del tejado, lo que se considera como un mecanismo de protección contra los agentes atmosféricos o como un medio de  contrarrestar la poca alzada de esta parte, ya que se asienta sobre una zona desnivelada.
Interiormente es de reducidas dimensiones y posee una escasa iluminación que entra por una aspillera abocinada situada en el lado del Evangelio.

## Festividad
Santa Ana se celebra el 26 de julio, junto a la festividad de San Joaquín (ambos padres de la Virgen María). Con el tiempo las fiestas en la ermita se perdieron, pero en los últimos años existe un interés por recuperar esta tradición festiva. La Asociación de Amas de Casa del pueblo es la que se encarga del cuidado y limpieza del templo.